# الصليوة

تعديل مصدري - تعديل

الصليوة إحدى حارات مدينة القاعدة بمحافظة إب، بلغ تعداد سكانها 50 نسمة حسب تعداد اليمن لعام 2004.